# Gran Premio de Austria
El Gran Premio de Austria es una carrera de automovilismo de velocidad que forma parte del calendario de la Fórmula 1 en distintos períodos entre 1964 y 2014. La Fórmula 3000 Internacional estuvo presente como categoría previa en 1985, 1986 y entre 1998 y 2003.
La primera edición se disputó en 1964, en la pista de aterrizaje de Zeltweg Airfield. La carrera fue un éxito, pero la pista fue considerada demasiado peligrosa; era estrecha y con muchos saltos y los espectadores se quejaron de las pocas áreas con vista hacia la pista. La Federación Internacional del Automóvil eliminó esta carrera del calendario de la Fórmula 1 hasta que se construyera un circuito más adecuado.
Entre 1970 y 1987, el evento se disputó en el Österreichring, cerca del poblado de Zeltweg, una de las pistas más rápidas del campeonato junto con Monza y Hockenheimring. Estos eventos tuvieron un éxito moderado, pero en 1987, esta pista también fue calificada como demasiado peligrosa por la FIA. El evento desapareció durante una década, hasta 1997.
En 1995 y 1996, la pista fue reconstruida y actualizada, lo que permitió organizar nuevamente el Gran Premio de Austria entre 1997 y 2003. Dado que la mayor parte de la pista remodelada, que recibió el nombre de A1-Ring debido al apoyo de una empresa ubicada en el área de Spielberg, que se convirtió en la localidad oficial de este gran premio.
Durante el Gran Premio de Austria de 2002 ocurrió un hecho muy negativo para el deporte, cuando el equipo Ferrari ordenó a Rubens Barrichello que cediera su victoria a su compañero de escudería Michael Schumacher. Esto condujo a la prohibición de órdenes de equipo que determinen de forma artificial el resultado de una carrera.
Red Bull ha confirmado el retorno del Gran Premio de Austria para la temporada 2014 de Fórmula 1 tras 11 años de ausencia.

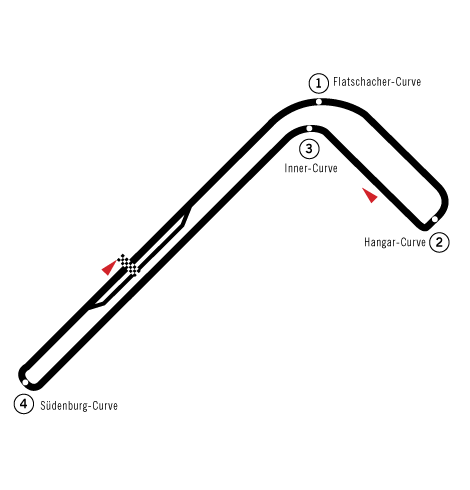
El Primer Gran Premio de Austria se disputó en el Aeródromo de Zeltweg en la Temporada 1964 de Fórmula 1.
El Gran Premio de Austria posteriormente se celebró en Österreichring entre 1970 y 1987. En 1995 sería remodelado y renombrado como "A1-Ring", debido al patrocinio de la telefónica austríaca A1 Mobilkom. Las carreras regresaron al circuito en 1997.
En 2010 el fabricante de bebidas austríaco Red Bull GmbH adquirió y remodeló el circuito y le puso su nombre actual, Red Bull Ring.

## Ganadores

### Fórmula 1
Las ediciones que no forman parte del Campeonato Mundial de Fórmula 1 están indicadas con un fondo de color rosado.
| Año        | Piloto                         | Constructor         | Circuito        | Resultados     |                |
| ---------- | ------------------------------ | ------------------- | --------------- | -------------- | -------------- |
| 1963       | Jack Brabham                   | Brabham-Climax      | Zeltweg         | Resultados     |                |
| 1964       | Lorenzo Bandini                | Ferrari             | Zeltweg         | Resultados     |                |
| 1965       | Jochen Rindt                   | Ferrari             | Zeltweg         | Resultados     |                |
| 1966       | Gerhard Mitter Hans Herrmann   | Porsche             | Zeltweg         | Resultados     |                |
| 1967       | Paul Hawkins                   | Ford                | Zeltweg         | Resultados     |                |
| 1968       | Jo Siffert                     | Porsche             | Zeltweg         | Resultados     |                |
| 1969       | Jo Siffert (2) Kurt Ahrens Jr. | Porsche             | Österreichring* | Resultados     |                |
| 1970       | Jacky Ickx                     | Ferrari             | Österreichring* | Resultados     |                |
| 1971       | Jo Siffert (3)                 | BRM                 | Österreichring* | Resultados     |                |
| 1972       | Emerson Fittipaldi             | Lotus-Ford          | Österreichring* | Resultados     |                |
| 1973       | Ronnie Peterson                | Lotus-Ford          | Österreichring* | Resultados     |                |
| 1974       | Carlos Reutemann               | Brabham-Ford        | Österreichring* | Resultados     |                |
| 1975       | Vittorio Brambilla             | March-Ford          | Österreichring* | Resultados     |                |
| 1976       | John Watson                    | Penske-Ford         | Österreichring* | Resultados     |                |
| 1977       | Alan Jones                     | Shadow-Ford         | Österreichring* | Resultados     |                |
| 1978       | Ronnie Peterson (2)            | Lotus-Ford          | Österreichring* | Resultados     |                |
| 1979       | Alan Jones (2)                 | Williams-Ford       | Österreichring* | Resultados     |                |
| 1980       | Jean-Pierre Jabouille          | Renault             | Österreichring* | Resultados     |                |
| 1981       | Jacques Laffite                | Ligier-Matra        | Österreichring* | Resultados     |                |
| 1982       | Elio de Angelis                | Lotus-Ford          | Österreichring* | Resultados     |                |
| 1983       | Alain Prost                    | Renault             | Österreichring* | Resultados     |                |
| 1984       | Niki Lauda                     | McLaren-TAG         | Österreichring* | Resultados     |                |
| 1985       | Alain Prost (2)                | McLaren-TAG         | Österreichring* | Resultados     |                |
| 1986       | Alain Prost (3)                | McLaren-TAG         | Österreichring* | Resultados     |                |
| 1987       | Nigel Mansell                  | Williams-Honda      | Österreichring* | Resultados     |                |
| 1988- 1996 | No se disputó.                 | No se disputó.      | No se disputó.  | No se disputó. | No se disputó. |
| 1997       | Jacques Villeneuve             | Williams-Renault    | A1-Ring**       | Resultados     |                |
| 1998       | Mika Häkkinen                  | McLaren-Mercedes    | A1-Ring**       | Resultados     |                |
| 1999       | Eddie Irvine                   | Ferrari             | A1-Ring**       | Resultados     |                |
| 2000       | Mika Häkkinen (2)              | McLaren-Mercedes    | A1-Ring**       | Resultados     |                |
| 2001       | David Coulthard                | McLaren-Mercedes    | A1-Ring**       | Resultados     |                |
| 2002       | Michael Schumacher             | Ferrari             | A1-Ring**       | Resultados     |                |
| 2003       | Michael Schumacher (2)         | Ferrari             | A1-Ring**       | Resultados     |                |
| 2004- 2013 | No se disputó.                 | No se disputó.      | No se disputó.  | No se disputó. | No se disputó. |
| 2014       | Nico Rosberg                   | Mercedes            | Red Bull Ring   | Resultados     |                |
| 2015       | Nico Rosberg (2)               | Mercedes            | Red Bull Ring   | Resultados     |                |
| 2016       | Lewis Hamilton                 | Mercedes            | Red Bull Ring   | Resultados     |                |
| 2017       | Valtteri Bottas                | Mercedes            | Red Bull Ring   | Resultados     |                |
| 2018       | Max Verstappen                 | Red Bull-TAG Heuer  | Red Bull Ring   | Resultados     |                |
| 2019       | Max Verstappen (2)             | Red Bull-Honda      | Red Bull Ring   | Resultados     |                |
| 2020       | Valtteri Bottas (2)            | Mercedes            | Red Bull Ring   | Resultados     |                |
| 2021       | Max Verstappen (3)             | Red Bull-Honda      | Red Bull Ring   | Resultados     |                |
| 2022       | Charles Leclerc                | Ferrari             | Red Bull Ring   | Resultados     |                |
| 2023       | Max Verstappen (4)             | Red Bull-Honda RBPT | Red Bull Ring   | Resultados     |                |
| 2024       | George Russell                 | Mercedes            | Red Bull Ring   | Resultados     |                |
| 2025       | Lando Norris                   | McLaren-Mercedes    | Red Bull Ring   | Resultados     |                |

## Estadísticas

### Pilotos con más victorias
| Victorias | Piloto                | Años                   |
| --------- | --------------------- | ---------------------- |
| 4         | Max Verstappen        | 2018, 2019, 2021, 2023 |
| 3         | Alain Prost           | 1983, 1985, 1986       |
| 2         | Ronnie Peterson       | 1973, 1978             |
| 2         | Alan Jones            | 1977, 1979             |
| 2         | Mika Häkkinen         | 1998, 2000             |
| 2         | Michael Schumacher    | 2002, 2003             |
| 2         | Nico Rosberg          | 2014, 2015             |
| 2         | Valtteri Bottas       | 2017, 2020             |
| 1         | Lorenzo Bandini       | 1964                   |
| 1         | Jacky Ickx            | 1970                   |
| 1         | Jo Siffert            | 1971                   |
| 1         | Emerson Fittipaldi    | 1972                   |
| 1         | Carlos Reutemann      | 1974                   |
| 1         | Vittorio Brambilla    | 1975                   |
| 1         | John Watson           | 1976                   |
| 1         | Jean-Pierre Jabouille | 1980                   |
| 1         | Jacques Laffite       | 1981                   |
| 1         | Elio de Angelis       | 1982                   |
| 1         | Niki Lauda            | 1984                   |
| 1         | Nigel Mansell         | 1987                   |
| 1         | Jacques Villeneuve    | 1997                   |
| 1         | Eddie Irvine          | 1999                   |
| 1         | David Coulthard       | 2001                   |
| 1         | Lewis Hamilton        | 2016                   |
| 1         | Charles Leclerc       | 2022                   |
| 1         | George Russell        | 2024                   |
| 1         | Lando Norris          | 2025                   |

### Constructores con más victorias
| Victorias | Constructor | Años                                     |
| --------- | ----------- | ---------------------------------------- |
| 7         | McLaren     | 1984, 1985, 1986, 1998, 2000, 2001, 2025 |
| 6         | Ferrari     | 1964, 1970, 1999, 2002, 2003, 2022       |
| 6         | Mercedes    | 2014, 2015, 2016, 2017, 2020, 2024       |
| 4         | Lotus       | 1972, 1973, 1978, 1982                   |
| 4         | Red Bull    | 2018, 2019, 2021, 2023                   |
| 3         | Williams    | 1979, 1987, 1997                         |
| 2         | Renault     | 1980, 1983                               |
| 1         | BRM         | 1971                                     |
| 1         | Brabham     | 1974                                     |
| 1         | March       | 1975                                     |
| 1         | Penske      | 1976                                     |
| 1         | Shadow      | 1977                                     |
| 1         | Ligier      | 1981                                     |